# Anaplectus submersus
Anaplectus submersus is een rondwormensoort uit de familie van de Plectidae.